# Rajd Catalunya 1986
Rajd Catalunya 1986 (22. Rallye Catalunya) – 22 edycja rajdu samochodowego Rajd Catalunya rozgrywanego w Hiszpanii. Rozgrywany był od 23 do 26 października 1986 roku. Była to czterdziesta piata runda Rajdowych Mistrzostw Europy w roku 1986 (rajd miał najwyższy współczynnik - 4) oraz dziesiąta runda Rajdowych Mistrzostw Hiszpanii.

## Klasyfikacja rajdu
| Miejsce                           | Kierowca                     | Pilot                        | Samochód                     | Czas                         | Strata                       |                              |
| Klasyfikacja generalna i ERC      | Klasyfikacja generalna i ERC | Klasyfikacja generalna i ERC | Klasyfikacja generalna i ERC | Klasyfikacja generalna i ERC | Klasyfikacja generalna i ERC | Klasyfikacja generalna i ERC |
| --------------------------------- | ---------------------------- | ---------------------------- | ---------------------------- | ---------------------------- | ---------------------------- | ---------------------------- |
| 1.                                | Fabrizio Tabaton             | Luciano Tedeschini           | Lancia Delta S4              | 4:17.45                      | 0.0                          |                              |
| 2.                                | Carlos Sainz                 | Antonio Boto                 | Renault 5 Maxi Turbo         | 4:22.09                      | +4.24                        |                              |
| 3.                                | Salvador Servià              | Jordi Sabater                | Lancia Rally 037             | 4:24.08                      | +6.23                        |                              |
| 4.                                | Patrick Snijers              | Dany Colebunders             | Lancia Rally 037             | 4:27.16                      | +9.31                        |                              |
| 5.                                | Josep Arqué                  | Xavier Muntañola             | Opel Manta 400               | 4:38.00                      | +20.15                       |                              |
| 6.                                | Josep Bassas                 | Maria Pilar Mas              | BMW 325i                     | 4:47.25                      | +29.40                       |                              |
| 7.                                | Borja Moratal                | Alfredo Rodríguez            | Peugeot 205 GTI              | 4:48.31                      | +30.46                       |                              |
| 8.                                | Juan Carlos Pradera          | Francisco Zubizarreta        | Peugeot 205 GTI              | 4:50.51                      | +33.06                       |                              |
| 9.                                | Alfonso Loza                 | Manuel Larrarte              | Opel Kadett GSI              | 4:53.18                      | +35.33                       |                              |
| 10.                               | Branislav Küzmič             | Rudi Šali                    | Renault 5 Turbo              | 4:53.31                      | +35.46                       |                              |
| Klasyfikacja mistrzostw Hiszpanii |                              |                              |                              |                              |                              |                              |
| 1. (2.)                           | Carlos Sainz                 | Antonio Boto                 | Renault 5 Maxi Turbo         | 4:22.09                      | 0.0                          |                              |
| 2. (3.)                           | Salvador Servià              | Jordi Sabater                | Lancia Rally 037             | 4:24.08                      | +1:59                        |                              |
| 3. (5.)                           | Josep Arqué                  | Xavier Muntañola             | Opel Manta 400               | 4:38.00                      | +15:51                       |                              |
| 4. (6.)                           | Josep Bassas                 | Maria Pilar Mas              | BMW 325i                     | 4:47.25                      | +25:16                       |                              |
| 5. (7.)                           | Borja Moratal                | Alfredo Rodríguez            | Peugeot 205 GTI              | 4:48.31                      | +26:22                       |                              |
| 6. (8.)                           | Juan Carlos Pradera          | Francisco Zubizarreta        | Peugeot 205 GTI              | 4:50.51                      | +28:42                       |                              |
| 7. (9.)                           | Alfonso Loza                 | Manuel Larrarte              | Opel Kadett GSI              | 4:53.18                      | +31:09                       |                              |